# فوجیوارا نو سنشی

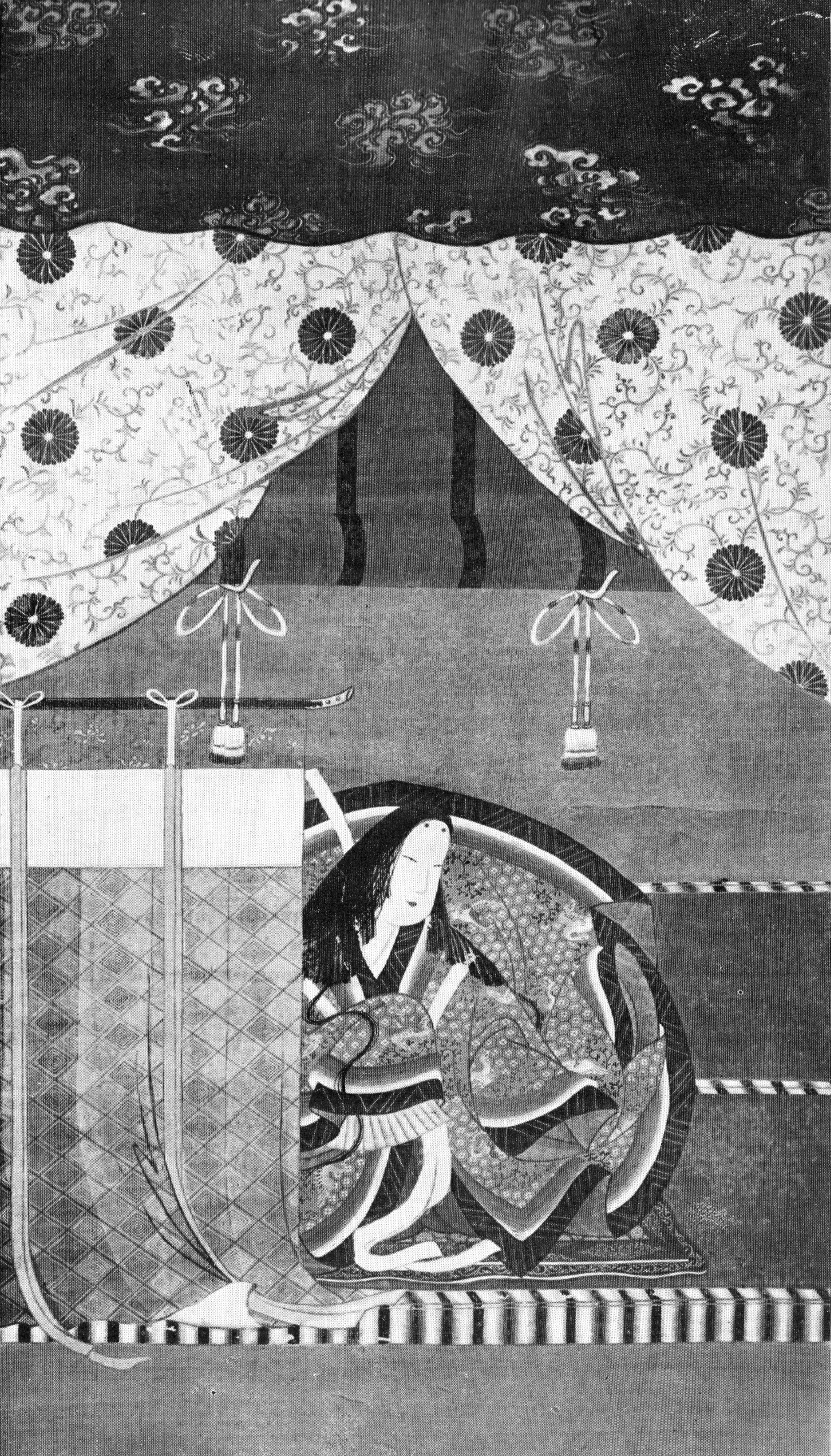
یک تصویر نقاشی شده خیالی از فوجیوارا نو سنشی

امپراتریس سنشی (به ژاپنی: 藤原詮子)، فوجیوارا نو سنشی یا فوجیوارا نو آکیکو؛ ۹۶۲ – ۷ فوریهٔ ۱۰۰۲) دختر فوجیوارا نو کانه‌ایه و خواهر  فوجیوارا نو میچیتاکا، فوجیوارا نو میچیکانه و فوجیوارا نو میچیناگا در دوره هی‌آن اهل ژاپن بود. یکی از نیوگو (زنان) امپراتور انیو (ژاپن) بود. او همچنین مادر شصت و ششمین امپراتور ژاپن، امپراتور ایچیجو است.